# 文学博士

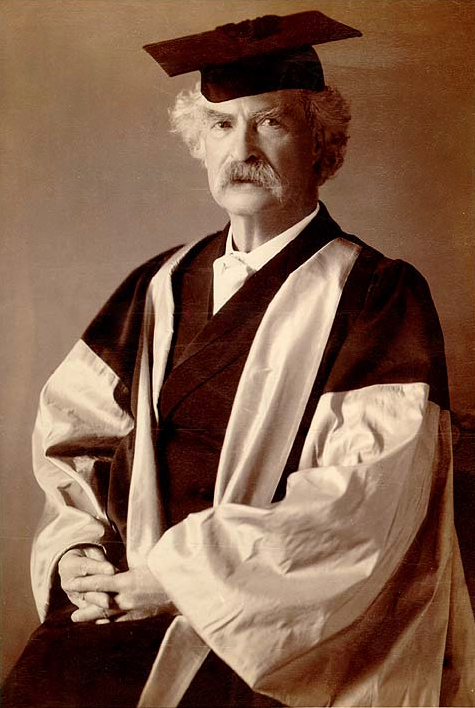
馬克·吐溫穿上牛津大學文學博士的畢業袍

文學博士（Doctor of Letters, D.Litt.）學位以及榮譽學位，在中文一般是指在大學中文學相關科系的研究所博士班畢業後可獲得，但亦有純粹因文學上的成就貢獻而獲得大學授予。